# 葉限
葉限（しょうげん）は中国唐代、段成式（803年 - 863年）の撰した『酉陽雑俎』続集巻一に収録された古典で、シンデレラ型の継子話である。

## ストーリー
秦漢の時代よりももっと昔、中国の南の果てに洞穴に住む一族がいた。その首領・呉には二人の妻がおり、うち一方は葉限という賢く美しい娘を残して死んだ。呉はこの娘を可愛がっていたが、彼女を残して死ぬ。残された葉限は呉のもう一人の妻に託されたが、葉限は継母にいじめられて、朝夕険しい山への薪取りや深い谷川への水汲みをさせられていた。
あるとき、葉限は谷川でひれが赤く目が金色の魚を捕った。愛着がわいた彼女はこの魚を鉢に入れてこっそり育てたが、日に日に魚は大きくなり、水替えにも苦労したため、家の裏の池に放し、自分の食事を残して与えていた。魚は彼女にとてもなついて、彼女が来たときには姿を現すが、それ以外の者の前に姿を現すことはなかった。
しかしその魚の存在もついには継母によって知られることになる。継母は葉限を呼び寄せ、新しい服を与える。優しくされた葉限はうれしさのあまり、直後に水汲みを命じられて何も疑わずに川に向かった。継母は葉限が着ていた古い服を着て池に向かう。服を見て葉限だと勘違いした魚が顔を出したところで継母によって捕らえられ、調理して食べた後、骨はごみ捨て場の下に隠された。
数日経って帰ってきた葉限は魚の死を悟り、パニックのあまり荒野へと飛び出す。その時、空から黒い衣に蓬髪の人物が舞い降りて真相を告げる。そして、「骨はゴミ溜めの下に隠されているから、それを掘り出して部屋にしまっておくがいい。欲しいものがあったら、その骨に願えばなんでも出してくれるだろう」と話す。その人物の通りにすると、望み通りのものが出てきた。継母の手前おおっぴらには出来なかったが、葉限の胸は満たされ、豊かな心地になるのだった。
その近隣の節句の日がきて、継母は自分の生んだ娘（葉限の異母妹）だけを連れて出かけ、葉限には庭の果樹の番を言いつけた。彼女たちが遠くまで行った頃合になると、葉限は魚の骨に翠色の晴れ着と金色の靴を頼み、自分も祭りに出かけていった。
妹は人ごみの中で葉限を目撃し、継母に告げる。当初継母は否定したものの、嫉妬心から急いで帰宅する。だが、葉限も気付いて先回りしていて、継母たちが見たときには、いつもの服で果樹に抱きついて眠っていた。継母はやっぱり違った、と安心した。ただ、葉限はあまり急いで帰ったので、金の靴を片方落としてしまっていた。それを、この近隣の男が拾った。
一方、靴はとある人物に拾われ、洞穴の近くの陀汗という島の王の手に渡った。王はこの靴を周囲の者に履かせたが、足の小さい女が履こうとすると更に小さく縮む。国中の女に試させたが、誰一人として履くことのできる者がいなかった。しかも、その靴の軽いことといったら羽のようで、石を踏んでも音一つしない。
拾った人物に問いただしても靴の正体がわからなかったため、靴を道端に置き、持ち主が拾いに来るのを待つことにした。やがて、娘が来てそれを履いて去った、という報告があった。
王はそれを手がかりに付近の家々を調べ、ついには葉限を見つけ出す。履かせると靴はピッタリと合った。葉限はいったん自分の部屋に入り、翠の服に一足の金の靴という装いで現われる。そして、事の次第を彼女から知った王は彼女と魚の骨を玉の輿に乗せて、自国へ連れていく。　
継母と妹は悔しがっていたが、どこからか飛んできた石に当たって死んでしまった。人々が哀れんで塚に葬り、後にこの塚は懊女塚（悔いた女の塚）と呼ばれるようになった。女の子が欲しい時、あるいは縁結びをこれに願えば霊験があるという。
陀汗王は葉限を第一妃にした。最初の年、王は魚の骨に祈りを捧げ、出させた宝玉は限りがなかった。しかし年を越すと、骨は何も出さなくなった。王は骨を沢山の真珠で埋め、金で囲んだ。その後、国で反乱が起こったとき、軍の助けにするべく掘り出そうとしたところが、大波が押し寄せて一夜にして沈んでしまったという。

## シンデレラ譚
この話は、土地の名前他から、現在の南寧あたりの出身者から採話されたと考えられ、東南アジアあたりから入ってきた物語である可能性が指摘され、また今村与志雄はヒロインの名「イェーシェン」がヨーロッパ語などの灰を指す「アッシュ」と酷似するという楊憲益の指摘を引いている。ヒロインを助けてくれる存在が魚であるという点に特徴がある。これについて南方熊楠は、ポルトガルのシンデレラ譚に重要なものとして魚が登場する点を挙げ、「魚をトーテムとする」信仰の中国南部における痕跡である可能性を示唆している。ただ、ＲＤジェイムスンは、グリム童話やペンタメローネのシンデレラものに登場する棗や榛などの樹木と、この作中でヒロインが抱く「庭の木」は関連が認められるものの、魚トーテムの可能性は低いとしている。